# 兵庫県道212号曽根停車場線
兵庫県道212号曽根停車場線（ひょうごけんどう212ごう そねていしゃじょうせん）は、兵庫県高砂市を通る一般県道である。

## 概要
JR西日本山陽本線 曽根駅前から国道2号交点に至る。

### 路線データ
- 起点：高砂市阿弥陀1丁目（JR西日本山陽本線 曽根駅前）
- 終点：高砂市阿弥陀1丁目（豆崎交差点、国道2号交点）
- 総延長：303 m

## 地理

### 通過する自治体
- 高砂市

### 交差する道路
| 交差する道路 | 交差する場所 | 交差する場所      |
| ------------ | ------------ | ----------------- |
| 国道2号      | 阿弥陀1丁目  | 豆崎交差点 / 終点 |

### 沿線
- JR西日本山陽本線 曽根駅